# أمير إدري
أمير إدري (بالعبرية: אמיר אדרי‏) هو لاعب كرة قدم إسرائيلي في مركز حراسة المرمى، ولد في 26 يوليو 1985 في أور عقيفا في إسرائيل. لعب مع مكابي حيفا ومكابي نتانيا.

## وصلات خارجية
- أمير إدري على موقع قاعدة بيانات كرة القدم.إي يو (الإنجليزية)
- أمير إدري على موقع Soccerway.com (الإنجليزية)
- أمير إدري على موقع AS.com (الإسبانية)